# PIGS

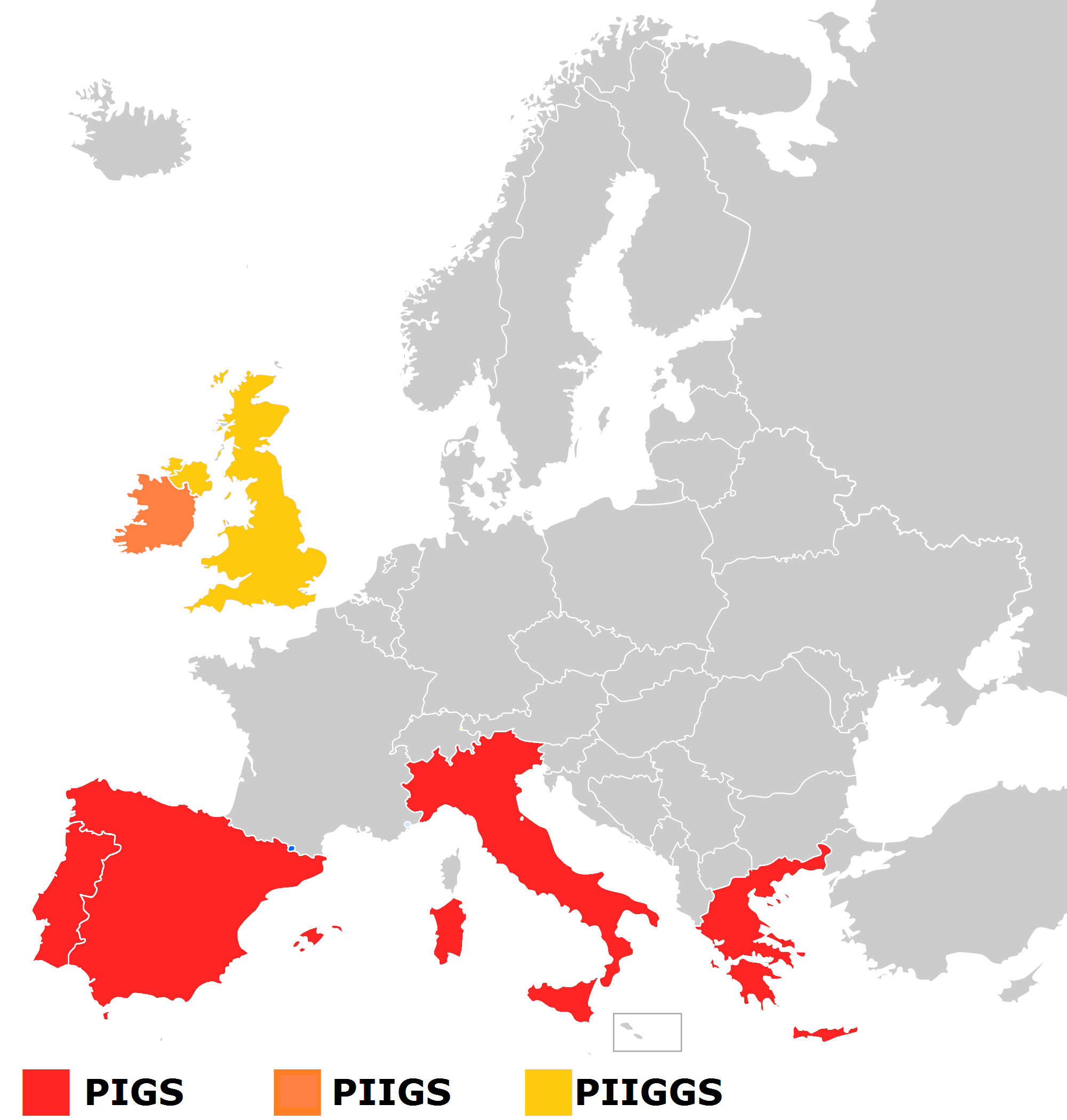
Mapa se znázorněním zemí PIGS/PIIGS/PIIGGS.

PIGS nebo PIIGS/PIIIGS či PIIGGS je akronym používaný v ekonomii a financích. Vznikl v 90. letech. Jde o hanlivý pojem (pigs v angličtině znamená prasata), který označuje ekonomiky Portugalska, Irska, Itálie, Řecka a Španělska.
Tento termín se stal populárním během dluhové krize v eurozóně na konci prvního desetiletí 21. století a právě během tohoto desetiletí začal být hojně používán. Původně do této skupiny zemí nebylo zařazováno Irsko, jehož dluh byl pod průměrem Eurozóny a vládní rozpočty byly až do roku 2006 přebytkové. Poté se irská vláda zaručila za dluhy irských bank a státní deficit vzrostl na 32 % HDP v roce 2010, což byl největší poměr na světě. Proto se uvažovalo, že v tomto akronymu bude Itálie nahrazena Irskem či se název změní na PIIGS. Občas bývá akronym rozšiřován o druhé G (PIGGS or PIIGGS) pro Velkou Británii. V roce 2012 Patrick Allen, píšící pro CNBC, navrhl zařazení Francie na tento seznam.
Tento pojem se často používá opovržlivě, proto jeho užití po roce 2010 omezily Financial Times a Barclays Capital.